# Emakumeen Nafarroako Klasikoa 2021
La 3e édition de l'Emakumeen Nafarroako Klasikoa a eu lieu le 13 mai 2021. La course fait partie du calendrier international féminin UCI 2021 en catégorie 1.1. Elle est remportée par la Néerlandaise Annemiek van Vleuten.

## Équipes
| UCI Women's WorldTeams (8)- Alé BTC Ljubljana - Team BikeExchange - Canyon-SRAM Racing - FDJ-Nouvelle Aquitaine-Futuroscope - Liv Racing - Movistar Team - SD Worx - Trek-Segafredo Équipes féminines continentales (18)- A.R. Monex - BePink - Ceratizit-WNT Pro Cycling - Cogeas-Mettler-Look Pro Cycling Team - Doltcini-Van Eyck Sport-Proximus - Eneicat-RBH Global-Martin Villa - Farto-BTC - Instafund Racing - Laboral Kutxa-Fundacion Euskadi - Lviv Cycling Team - Macogep Tornatech Girondins de Bordeaux - Massi Tactic - Rally - Río Miera-Cantabria Deporte - Sopela - Stade Rochelais Charente-Maritime Women Cycling - Top Girls Fassa Bortolo - Valcar-Travel & Service Équipe féminine amateur- Vipeq Équipe régionale et de club- Centre mondial du Cyclisme |
| |

## Récit de la course
Il pleut. Ashleigh Moolman attaque dans les pentes de San Cristobol à cinquante-cinq kilomètres de l'arrivée. Son avance atteint quarante secondes. Dans la côte de Goñi, Elise Chabbey sort avec Sara Martin. Elles reviennent sur la Sud-Africaine dans la descente. Derrière, Ruth Winder, Mikayla Harvey, Ane Santesteban et Erica Magnaldi partent en poursuite et opèrent également la jonction. Elles sont reprises par un groupe de favorites. À vingt-deux kilomètres de l'arrivée, Mavi Garcia attaque. Elle est d'abord suivie par Sara Martin, mais cette dernière ne peut suivre. Garcia est reprise à dix-sept kilomètres de l'arrivée. Annemiek van Vleuten passe à l'offensive avec une première accélération. Quelques kilomètres plus loin, elle sort une seconde fois avec Demi Vollering dans la roue. À douze kilomètres de l'arrivée, la première essaie de se débarrasser de la seconde, mais sans succès. Un groupe avec Harvey, Elisa Longo Borghini, Marta Cavalli et Ashleigh Moolman les reprend. Moolman sort immédiatement, mais ne parvient pas à faire la différence. Elle est contrée par Harvey sur le plat. Dans l'avant dernière difficulté, un groupe la reprend et Moolman repart. À cinq kilomètres de l'arrivée, c'est Elisa Longo Borghini qui tente. Elle est contrée par Annemiek van Vleuten. C'est l'attaque décisive. Dans le final, Demi Vollering part en poursuite, mais ne parvient pas à combler complètement l'écart.

## Classements

### Classement final
| \| Classement général \| Classement général \| Classement général \| Classement général \| Classement général \| \| Coureuse \| Coureuse \| Pays \| Équipe \| Temps \| \| ------------------ \| -------------------- \| ------------------ \| ---------------------------------- \| ------------------ \| \| 1re \| Annemiek van Vleuten \| Pays-Bas \| Movistar Team \| 3 h 44 min 33 s \| \| 2e \| Demi Vollering \| Pays-Bas \| SD Worx \| + 0 s \| \| 3e \| Elisa Longo Borghini \| Italie \| Trek-Segafredo \| + 5 s \| \| 4e \| Ashleigh Moolman \| Afrique du Sud \| SD Worx \| + 16 s \| \| 5e \| Marta Cavalli \| Italie \| FDJ-Nouvelle Aquitaine-Futuroscope \| + 16 s \| \| 6e \| Mikayla Harvey \| Nouvelle-Zélande \| Canyon-SRAM Racing \| + 16 s \| \| 7e \| Katrine Aalerud \| Norvège \| Movistar Team \| + 1 min 41 s \| \| 8e \| Pauliena Rooijakkers \| Pays-Bas \| Liv Racing \| + 1 min 41 s \| \| 9e \| Ane Santesteban \| Espagne \| Team BikeExchange \| + 1 min 41 s \| \| 10e \| Ruth Edwards \| États-Unis \| Trek-Segafredo \| + 1 min 41 s \| |                      |                  |                                    |                 |
| |                      |                  |                                    |                 |
| Sources : ProCyclingStats Cycling Quotient |                      |                  |                                    |                 |
| Classement général |                      |                  |                                    |                 |
| Coureuse | Coureuse             | Pays             | Équipe                             | Temps           |
| 1re | Annemiek van Vleuten | Pays-Bas         | Movistar Team                      | 3 h 44 min 33 s |
| 2e | Demi Vollering       | Pays-Bas         | SD Worx                            | + 0 s           |
| 3e | Elisa Longo Borghini | Italie           | Trek-Segafredo                     | + 5 s           |
| 4e | Ashleigh Moolman     | Afrique du Sud   | SD Worx                            | + 16 s          |
| 5e | Marta Cavalli        | Italie           | FDJ-Nouvelle Aquitaine-Futuroscope | + 16 s          |
| 6e | Mikayla Harvey       | Nouvelle-Zélande | Canyon-SRAM Racing                 | + 16 s          |
| 7e | Katrine Aalerud      | Norvège          | Movistar Team                      | + 1 min 41 s    |
| 8e | Pauliena Rooijakkers | Pays-Bas         | Liv Racing                         | + 1 min 41 s    |
| 9e | Ane Santesteban      | Espagne          | Team BikeExchange                  | + 1 min 41 s    |
| 10e | Ruth Edwards         | États-Unis       | Trek-Segafredo                     | + 1 min 41 s    |

### Points UCI
| Position           | 1er | 2e | 3e | 4e | 5e | 6e | 7e | 8e | 9e | 10e | 11e | 12e | 13e à 15e | 16e à 25e |
| Classement général | 125 | 85 | 70 | 60 | 50 | 40 | 35 | 30 | 25 | 20  | 15  | 10  | 5         | 3         |

## Liste des participantes
| Movistar Team MOV | Movistar Team MOV                  | Movistar Team MOV |
| ----------------- | ---------------------------------- | ----------------- |
| Num               | Coureuse                           | Pos               |
| 1                 | Annemiek van Vleuten (NED) (route) | 1re               |
| 2                 | Katrine Aalerud (NOR)              | 7e                |
| 3                 | Sheyla Gutiérrez (ESP)             | AB                |
| 4                 | Sara Martín (ESP)                  | 15e               |
| 5                 | Lourdes Oyarbide (ESP)             | AB                |
| 6                 | Paula Patiño (COL)                 | AB                |

| Team BikeExchange BEX | Team BikeExchange BEX   | Team BikeExchange BEX |
| --------------------- | ----------------------- | --------------------- |
| Num                   | Coureuse                | Pos                   |
| 11                    | Ane Santesteban (ESP)   | 9e                    |
| 12                    | Sarah Roy (AUS) (route) | AB                    |
| 13                    | Moniek Tenniglo (NED)   | AB                    |
| 14                    | Janneke Ensing (NED)    | 17e                   |
| 15                    | Teniel Campbell (TTO)   | AB                    |
| 16                    | Urška Žigart (SLO)      | 31e                   |

| SD Worx SDW | SD Worx SDW              | SD Worx SDW |
| ----------- | ------------------------ | ----------- |
| Num         | Coureuse                 | Pos         |
| 21          | Demi Vollering (NED)     | 2e          |
| 22          | Anna Shackley (GBR)      | 29e         |
| 23          | Elena Cecchini (ITA)     | 32e         |
| 24          | Niamh Fisher-Black (NZL) | 18e         |
| 25          | Ashleigh Moolman (RSA)   | 4e          |
| 26          | Karol-Ann Canuel (CAN)   | 33e         |

| Trek-Segafredo TFS | Trek-Segafredo TFS                 | Trek-Segafredo TFS |
| ------------------ | ---------------------------------- | ------------------ |
| Num                | Coureuse                           | Pos                |
| 31                 | Lucinda Brand (NED)                | 19e                |
| 32                 | Amalie Dideriksen (DEN)            | AB                 |
| 33                 | Shirin van Anrooij (NED)           | 27e                |
| 34                 | Elisa Longo Borghini (ITA) (route) | 3e                 |
| 35                 | Tayler Wiles (USA)                 | AB                 |
| 36                 | Ruth Edwards (USA)                 | 10e                |

| Alé BTC Ljubljana ALE | Alé BTC Ljubljana ALE     | Alé BTC Ljubljana ALE |
| --------------------- | ------------------------- | --------------------- |
| Num                   | Coureuse                  | Pos                   |
| 41                    | Mavi García (ESP) (route) | 13e                   |
| 42                    | Tatiana Guderzo (ITA)     | 16e                   |
| 43                    | Sophie Wright (GBR)       | AB                    |
| 44                    | Laura Tomasi (ITA)        | AB                    |
| 45                    | Anastasia Chursina (RUS)  | AB                    |
| 46                    | Marta Bastianelli (ITA)   | AB                    |

| FDJ-Nouvelle Aquitaine-Futuroscope FDJ | FDJ-Nouvelle Aquitaine-Futuroscope FDJ | FDJ-Nouvelle Aquitaine-Futuroscope FDJ |
| -------------------------------------- | -------------------------------------- | -------------------------------------- |
| Num                                    | Coureuse                               | Pos                                    |
| 51                                     | Marta Cavalli (ITA)                    | 5e                                     |
| 52                                     | Eugénie Duval (FRA)                    | AB                                     |
| 53                                     | Emilia Fahlin (SWE)                    | 23e                                    |
| 54                                     | Victorie Guilman (FRA)                 | AB                                     |
| 55                                     | Cecilie Uttrup Ludwig (DEN)            | 11e                                    |
| 56                                     | Jade Wiel (FRA)                        | AB                                     |

| Ceratizit-WNT Pro Cycling WNT | Ceratizit-WNT Pro Cycling WNT | Ceratizit-WNT Pro Cycling WNT |
| ----------------------------- | ----------------------------- | ----------------------------- |
| Num                           | Coureuse                      | Pos                           |
| 61                            | Erica Magnaldi (ITA)          | 14e                           |
| 62                            | Marta Lach (POL) (route)      | 21e                           |
| 63                            | Kathrin Hammes (GER)          | AB                            |
| 64                            | Laura Asencio (FRA)           | AB                            |
| 66                            | Lara Vieceli (ITA)            | AB                            |

| Bepink BPK | Bepink BPK              | Bepink BPK |
| ---------- | ----------------------- | ---------- |
| Num        | Coureuse                | Pos        |
| 71         | Silvia Zanardi (ITA)    | AB         |
| 72         | Matilde Vitillo (ITA)   | AB         |
| 73         | Vania Canvelli (ITA)    | AB         |
| 74         | Nora Jenčušová (SVK)    | AB         |
| 75         | Nadia Quagliotto (ITA)  | AB         |
| 76         | Michaela Drummond (NZL) | AB         |

| Valcar-Travel & Service VAL | Valcar-Travel & Service VAL | Valcar-Travel & Service VAL |
| --------------------------- | --------------------------- | --------------------------- |
| Num                         | Coureuse                    | Pos                         |
| 91                          | Alice Maria Arzuffi (ITA)   | AB                          |
| 92                          | Silvia Magri (ITA)          | AB                          |
| 93                          | Barbara Malcotti (ITA)      | 35e                         |
| 94                          | Federica Piergiovanni (ITA) | AB                          |
| 95                          | Margaux Vigié (FRA)         | AB                          |
| 96                          | Elena Pirrone (ITA)         | AB                          |

| Canyon-SRAM Racing CSR | Canyon-SRAM Racing CSR      | Canyon-SRAM Racing CSR |
| ---------------------- | --------------------------- | ---------------------- |
| Num                    | Coureuse                    | Pos                    |
| 101                    | Ella Harris (NZL)           | 28e                    |
| 102                    | Hannah Barnes (GBR)         | AB                     |
| 103                    | Tiffany Cromwell (AUS)      | AB                     |
| 104                    | Elise Chabbey (SUI) (route) | 12e                    |
| 105                    | Mikayla Harvey (NZL)        | 6e                     |
| 106                    | Omer Shapira (ISR) (route)  | 36e                    |

| A.R. Monex Women's ASA | A.R. Monex Women's ASA  | A.R. Monex Women's ASA |
| ---------------------- | ----------------------- | ---------------------- |
| Num                    | Coureuse                | Pos                    |
| 111                    | Eider Merino (ESP)      | 20e                    |
| 113                    | Mariia Miliaeva (RUS)   | AB                     |
| 114                    | Arlenis Sierra (CUB)    | AB                     |
| 115                    | Ariadna Gutiérrez (MEX) | AB                     |
| 116                    | Andrea Ramírez (MEX)    | AB                     |

| Macogep Tornatech MTG | Macogep Tornatech MTG   | Macogep Tornatech MTG |
| --------------------- | ----------------------- | --------------------- |
| Num                   | Coureuse                | Pos                   |
| 121                   | Kerry Jonker (RSA)      | AB                    |
| 122                   | Morgane Coston (FRA)    | AB                    |
| 123                   | Luce Bourbeau (CAN)     | AB                    |
| 124                   | Callie Swan (CAN)       | AB                    |
| 125                   | Balladyne Tritsch (FRA) | AB                    |
| 126                   | Lucie Liboreau (FRA)    | AB                    |

| Top Girls Fassa Bortolo TOP | Top Girls Fassa Bortolo TOP | Top Girls Fassa Bortolo TOP |
| --------------------------- | --------------------------- | --------------------------- |
| Num                         | Coureuse                    | Pos                         |
| 131                         | Michela Balducci (ITA)      | AB                          |
| 132                         | Giorgia Bariani (ITA)       | AB                          |
| 133                         | Elisa Dalla Valle (ITA)     | AB                          |
| 134                         | Greta Marturano (ITA)       | AB                          |
| 135                         | Gaia Masetti (ITA)          | AB                          |
| 136                         | Debora Silvestri (ITA)      | 25e                         |

| Laboral Kutxa-Fundación Euskadi LKF | Laboral Kutxa-Fundación Euskadi LKF | Laboral Kutxa-Fundación Euskadi LKF |
| ----------------------------------- | ----------------------------------- | ----------------------------------- |
| Num                                 | Coureuse                            | Pos                                 |
| 141                                 | Elena Cuenca (ESP)                  | AB                                  |
| 142                                 | Irantzu Beloki (ESP)                | AB                                  |
| 143                                 | Idoia Eraso (ESP)                   | AB                                  |
| 144                                 | Usoa Ostolaza (ESP)                 | AB                                  |
| 145                                 | Nekane Gomez (ESP)                  | AB                                  |
| 146                                 | Ainhize Barrainkua (ESP)            | AB                                  |

| Eneicat-RBH EIC | Eneicat-RBH EIC     | Eneicat-RBH EIC |
| --------------- | ------------------- | --------------- |
| Num             | Coureuse            | Pos             |
| 151             | Ziortza Isasi (ESP) | AB              |
| 152             | Anna Baidak (RUS)   | AB              |
| 153             | Varvara Fasoi (GRE) | AB              |
| 154             | Maria Tobias (MEX)  | AB              |

| Massi Tactic MAT | Massi Tactic MAT                   | Massi Tactic MAT |
| ---------------- | ---------------------------------- | ---------------- |
| Num              | Coureuse                           | Pos              |
| 161              | Vita Heine (NOR)                   | AB               |
| 162              | Olivia Baril (CAN)                 | 26e              |
| 163              | Špela Kern (SLO)                   | AB               |
| 164              | Patricia Ortega Ruiz (ESP)         | AB               |
| 165              | Agua Marina Espínola (PAR) (route) | AB               |
| 166              | Emma Grant (GBR)                   | AB               |

| Río Miera-Cantabria Deporte RMC | Río Miera-Cantabria Deporte RMC | Río Miera-Cantabria Deporte RMC |
| ------------------------------- | ------------------------------- | ------------------------------- |
| Num                             | Coureuse                        | Pos                             |
| 171                             | Fie Østerby                     | AB                              |
| 172                             | Elisabet Escursell Valero (ESP) | AB                              |
| 173                             | Eva Anguela (ESP)               | AB                              |
| 174                             | Isabel Martin (ESP)             | AB                              |
| 175                             | Alba Leonardo (ESP)             | AB                              |
| 176                             | Paula Diaz (ESP)                | AB                              |

| Liv Racing LIV | Liv Racing LIV             | Liv Racing LIV |
| -------------- | -------------------------- | -------------- |
| Num            | Coureuse                   | Pos            |
| 181            | Sofia Bertizzolo (ITA)     | 22e            |
| 182            | Marta Jaskulska (POL)      | AB             |
| 184            | Soraya Paladin (ITA)       | 34e            |
| 185            | Pauliena Rooijakkers (NED) | 8e             |
| 186            | Sabrina Stultiens (NED)    | 24e            |

| Sopela Women's Team SWT | Sopela Women's Team SWT        | Sopela Women's Team SWT |
| ----------------------- | ------------------------------ | ----------------------- |
| Num                     | Coureuse                       | Pos                     |
| 191                     | Naia Amondarain Gazañaga (ESP) | AB                      |
| 192                     | Maria Banlles Santamaria (ESP) | AB                      |
| 193                     | Adriana San Roman (ESP)        | AB                      |
| 194                     | Emma Ortiz (ESP)               | AB                      |
| 195                     | Maria Gomez Ijalba (ESP)       | AB                      |
| 196                     | Carla Pruñonosa (ESP)          | AB                      |

| Centre mondial du cyclisme WCC | Centre mondial du cyclisme WCC | Centre mondial du cyclisme WCC |
| ------------------------------ | ------------------------------ | ------------------------------ |
| Num                            | Coureuse                       | Pos                            |
| 201                            | Nofar Maoz (ISR)               | AB                             |
| 202                            | Sara Cueto (ESP)               | AB                             |
| 203                            | Tereza Neumanová (CZE)         | AB                             |
| 204                            | Małgorzata Jasińska (POL)      | AB                             |
| 205                            | Luciana Roland (ARG)           | AB                             |
| 206                            | Nicole Hanselmann (SUI)        | AB                             |

| Rally Cycling RLW | Rally Cycling RLW             | Rally Cycling RLW |
| ----------------- | ----------------------------- | ----------------- |
| Num               | Coureuse                      | Pos               |
| 211               | Kristabel Doebel-Hickok (USA) | AB                |
| 212               | Sara Poidevin (CAN)           | AB                |
| 214               | Heidi Franz (USA)             | AB                |
| 215               | Katie Clouse (USA)            | AB                |

| Doltcini-Van Eyck-Proximus DVE | Doltcini-Van Eyck-Proximus DVE | Doltcini-Van Eyck-Proximus DVE |
| ------------------------------ | ------------------------------ | ------------------------------ |
| Num                            | Coureuse                       | Pos                            |
| 221                            | Olha Kulynych (UKR)            | AB                             |
| 222                            | Minke Bakker (NED)             | AB                             |
| 223                            | Nicole Steigenga (NED)         | AB                             |
| 225                            | Amber Aernouts (NED)           | AB                             |
| 226                            | Christina Schweinberger (AUT)  | AB                             |

| Farto-BTC FAR | Farto-BTC FAR                 | Farto-BTC FAR |
| ------------- | ----------------------------- | ------------- |
| Num           | Coureuse                      | Pos           |
| 231           | Sara Bonillo Talens (ESP)     | AB            |
| 232           | Maria Del Pilar Jimenez (ESP) | AB            |
| 233           | Melissa Maia (POR) (route)    | AB            |
| 234           | Liliana Jesus (POR)           | AB            |
| 235           | Diana Pedrosa (POR)           | AB            |
| 236           | Cristina Pujol (ESP)          | AB            |

| Stade Rochelais Charente-Maritime CMW | Stade Rochelais Charente-Maritime CMW | Stade Rochelais Charente-Maritime CMW |
| ------------------------------------- | ------------------------------------- | ------------------------------------- |
| Num                                   | Coureuse                              | Pos                                   |
| 241                                   | Annabel Fisher (GBR)                  | AB                                    |
| 242                                   | Manon Souyris (FRA)                   | AB                                    |
| 243                                   | Séverine Eraud (FRA)                  | AB                                    |
| 244                                   | India Grangier (FRA)                  | AB                                    |
| 245                                   | Noémie Abgrall (FRA)                  | AB                                    |
| 246                                   | Maëva Squiban (FRA)                   | AB                                    |

| Cogeas-Mettler-Look Pro Cycling Team CGS | Cogeas-Mettler-Look Pro Cycling Team CGS | Cogeas-Mettler-Look Pro Cycling Team CGS |
| ---------------------------------------- | ---------------------------------------- | ---------------------------------------- |
| Num                                      | Coureuse                                 | Pos                                      |
| 251                                      | Aigul Gareeva (RUS)                      | AB                                       |
| 252                                      | Tamara Dronova (RUS)                     | AB                                       |
| 254                                      | Gulnaz Khatuntseva (RUS)                 | AB                                       |
| 255                                      | Olga Zabelinskaïa (UZB)                  | 30e                                      |
| 256                                      | Petra Stiasny (SUI)                      | AB                                       |

| Instafund Racing ILP | Instafund Racing ILP      | Instafund Racing ILP |
| -------------------- | ------------------------- | -------------------- |
| Num                  | Coureuse                  | Pos                  |
| 261                  | Rotem Gafinovitz (ISR)    | AB                   |
| 262                  | Vera Looser (NAM) (route) | AB                   |
| 263                  | Caroline Baur (SUI)       | AB                   |
| 264                  | Gillian Ellsay (CAN)      | AB                   |
| 265                  | Rachel Langdon (GBR)      | AB                   |
| 266                  | Isabella Bertold (CAN)    | AB                   |

| Vipeq ___ | Vipeq ___               | Vipeq ___ |
| --------- | ----------------------- | --------- |
| Num       | Coureuse                | Pos       |
| 271       | Ana Gago (ESP)          | AB        |
| 272       | Camila Ayala (ARG)      | AB        |
| 273       | Carlota Perurena (ESP)  | AB        |
| 274       | Mariela Farabello (ESP) | AB        |
| 275       | Muskilda Olortiz (ESP)  | AB        |
| 276       | Cynthia Martinez (ESP)  | AB        |

| Lviv Cycling Team LCW | Lviv Cycling Team LCW   | Lviv Cycling Team LCW |
| --------------------- | ----------------------- | --------------------- |
| Num                   | Coureuse                | Pos                   |
| 281                   | Hanna Solovey (UKR)     | AB                    |
| 282                   | Bronwyn Macgregor (NZL) | AB                    |
| 283                   | Naomi de Roeck (BEL)    | AB                    |
| 284                   | Margarita Lopez (ESP)   | AB                    |
| 286                   | Sofiia Shevchenko (UKR) | AB                    |

| Movistar Team MOV | Movistar Team MOV                  | Movistar Team MOV |
| ----------------- | ---------------------------------- | ----------------- |
| Num               | Coureuse                           | Pos               |
| 1                 | Annemiek van Vleuten (NED) (route) | 1re               |
| 2                 | Katrine Aalerud (NOR)              | 7e                |
| 3                 | Sheyla Gutiérrez (ESP)             | AB                |
| 4                 | Sara Martín (ESP)                  | 15e               |
| 5                 | Lourdes Oyarbide (ESP)             | AB                |
| 6                 | Paula Patiño (COL)                 | AB                |

| Team BikeExchange BEX | Team BikeExchange BEX   | Team BikeExchange BEX |
| --------------------- | ----------------------- | --------------------- |
| Num                   | Coureuse                | Pos                   |
| 11                    | Ane Santesteban (ESP)   | 9e                    |
| 12                    | Sarah Roy (AUS) (route) | AB                    |
| 13                    | Moniek Tenniglo (NED)   | AB                    |
| 14                    | Janneke Ensing (NED)    | 17e                   |
| 15                    | Teniel Campbell (TTO)   | AB                    |
| 16                    | Urška Žigart (SLO)      | 31e                   |

| SD Worx SDW | SD Worx SDW              | SD Worx SDW |
| ----------- | ------------------------ | ----------- |
| Num         | Coureuse                 | Pos         |
| 21          | Demi Vollering (NED)     | 2e          |
| 22          | Anna Shackley (GBR)      | 29e         |
| 23          | Elena Cecchini (ITA)     | 32e         |
| 24          | Niamh Fisher-Black (NZL) | 18e         |
| 25          | Ashleigh Moolman (RSA)   | 4e          |
| 26          | Karol-Ann Canuel (CAN)   | 33e         |

| Trek-Segafredo TFS | Trek-Segafredo TFS                 | Trek-Segafredo TFS |
| ------------------ | ---------------------------------- | ------------------ |
| Num                | Coureuse                           | Pos                |
| 31                 | Lucinda Brand (NED)                | 19e                |
| 32                 | Amalie Dideriksen (DEN)            | AB                 |
| 33                 | Shirin van Anrooij (NED)           | 27e                |
| 34                 | Elisa Longo Borghini (ITA) (route) | 3e                 |
| 35                 | Tayler Wiles (USA)                 | AB                 |
| 36                 | Ruth Edwards (USA)                 | 10e                |

| Alé BTC Ljubljana ALE | Alé BTC Ljubljana ALE     | Alé BTC Ljubljana ALE |
| --------------------- | ------------------------- | --------------------- |
| Num                   | Coureuse                  | Pos                   |
| 41                    | Mavi García (ESP) (route) | 13e                   |
| 42                    | Tatiana Guderzo (ITA)     | 16e                   |
| 43                    | Sophie Wright (GBR)       | AB                    |
| 44                    | Laura Tomasi (ITA)        | AB                    |
| 45                    | Anastasia Chursina (RUS)  | AB                    |
| 46                    | Marta Bastianelli (ITA)   | AB                    |

| FDJ-Nouvelle Aquitaine-Futuroscope FDJ | FDJ-Nouvelle Aquitaine-Futuroscope FDJ | FDJ-Nouvelle Aquitaine-Futuroscope FDJ |
| -------------------------------------- | -------------------------------------- | -------------------------------------- |
| Num                                    | Coureuse                               | Pos                                    |
| 51                                     | Marta Cavalli (ITA)                    | 5e                                     |
| 52                                     | Eugénie Duval (FRA)                    | AB                                     |
| 53                                     | Emilia Fahlin (SWE)                    | 23e                                    |
| 54                                     | Victorie Guilman (FRA)                 | AB                                     |
| 55                                     | Cecilie Uttrup Ludwig (DEN)            | 11e                                    |
| 56                                     | Jade Wiel (FRA)                        | AB                                     |

| Ceratizit-WNT Pro Cycling WNT | Ceratizit-WNT Pro Cycling WNT | Ceratizit-WNT Pro Cycling WNT |
| ----------------------------- | ----------------------------- | ----------------------------- |
| Num                           | Coureuse                      | Pos                           |
| 61                            | Erica Magnaldi (ITA)          | 14e                           |
| 62                            | Marta Lach (POL) (route)      | 21e                           |
| 63                            | Kathrin Hammes (GER)          | AB                            |
| 64                            | Laura Asencio (FRA)           | AB                            |
| 66                            | Lara Vieceli (ITA)            | AB                            |

| Bepink BPK | Bepink BPK              | Bepink BPK |
| ---------- | ----------------------- | ---------- |
| Num        | Coureuse                | Pos        |
| 71         | Silvia Zanardi (ITA)    | AB         |
| 72         | Matilde Vitillo (ITA)   | AB         |
| 73         | Vania Canvelli (ITA)    | AB         |
| 74         | Nora Jenčušová (SVK)    | AB         |
| 75         | Nadia Quagliotto (ITA)  | AB         |
| 76         | Michaela Drummond (NZL) | AB         |

| Valcar-Travel & Service VAL | Valcar-Travel & Service VAL | Valcar-Travel & Service VAL |
| --------------------------- | --------------------------- | --------------------------- |
| Num                         | Coureuse                    | Pos                         |
| 91                          | Alice Maria Arzuffi (ITA)   | AB                          |
| 92                          | Silvia Magri (ITA)          | AB                          |
| 93                          | Barbara Malcotti (ITA)      | 35e                         |
| 94                          | Federica Piergiovanni (ITA) | AB                          |
| 95                          | Margaux Vigié (FRA)         | AB                          |
| 96                          | Elena Pirrone (ITA)         | AB                          |

| Canyon-SRAM Racing CSR | Canyon-SRAM Racing CSR      | Canyon-SRAM Racing CSR |
| ---------------------- | --------------------------- | ---------------------- |
| Num                    | Coureuse                    | Pos                    |
| 101                    | Ella Harris (NZL)           | 28e                    |
| 102                    | Hannah Barnes (GBR)         | AB                     |
| 103                    | Tiffany Cromwell (AUS)      | AB                     |
| 104                    | Elise Chabbey (SUI) (route) | 12e                    |
| 105                    | Mikayla Harvey (NZL)        | 6e                     |
| 106                    | Omer Shapira (ISR) (route)  | 36e                    |

| A.R. Monex Women's ASA | A.R. Monex Women's ASA  | A.R. Monex Women's ASA |
| ---------------------- | ----------------------- | ---------------------- |
| Num                    | Coureuse                | Pos                    |
| 111                    | Eider Merino (ESP)      | 20e                    |
| 113                    | Mariia Miliaeva (RUS)   | AB                     |
| 114                    | Arlenis Sierra (CUB)    | AB                     |
| 115                    | Ariadna Gutiérrez (MEX) | AB                     |
| 116                    | Andrea Ramírez (MEX)    | AB                     |

| Macogep Tornatech MTG | Macogep Tornatech MTG   | Macogep Tornatech MTG |
| --------------------- | ----------------------- | --------------------- |
| Num                   | Coureuse                | Pos                   |
| 121                   | Kerry Jonker (RSA)      | AB                    |
| 122                   | Morgane Coston (FRA)    | AB                    |
| 123                   | Luce Bourbeau (CAN)     | AB                    |
| 124                   | Callie Swan (CAN)       | AB                    |
| 125                   | Balladyne Tritsch (FRA) | AB                    |
| 126                   | Lucie Liboreau (FRA)    | AB                    |

| Top Girls Fassa Bortolo TOP | Top Girls Fassa Bortolo TOP | Top Girls Fassa Bortolo TOP |
| --------------------------- | --------------------------- | --------------------------- |
| Num                         | Coureuse                    | Pos                         |
| 131                         | Michela Balducci (ITA)      | AB                          |
| 132                         | Giorgia Bariani (ITA)       | AB                          |
| 133                         | Elisa Dalla Valle (ITA)     | AB                          |
| 134                         | Greta Marturano (ITA)       | AB                          |
| 135                         | Gaia Masetti (ITA)          | AB                          |
| 136                         | Debora Silvestri (ITA)      | 25e                         |

| Laboral Kutxa-Fundación Euskadi LKF | Laboral Kutxa-Fundación Euskadi LKF | Laboral Kutxa-Fundación Euskadi LKF |
| ----------------------------------- | ----------------------------------- | ----------------------------------- |
| Num                                 | Coureuse                            | Pos                                 |
| 141                                 | Elena Cuenca (ESP)                  | AB                                  |
| 142                                 | Irantzu Beloki (ESP)                | AB                                  |
| 143                                 | Idoia Eraso (ESP)                   | AB                                  |
| 144                                 | Usoa Ostolaza (ESP)                 | AB                                  |
| 145                                 | Nekane Gomez (ESP)                  | AB                                  |
| 146                                 | Ainhize Barrainkua (ESP)            | AB                                  |

| Eneicat-RBH EIC | Eneicat-RBH EIC     | Eneicat-RBH EIC |
| --------------- | ------------------- | --------------- |
| Num             | Coureuse            | Pos             |
| 151             | Ziortza Isasi (ESP) | AB              |
| 152             | Anna Baidak (RUS)   | AB              |
| 153             | Varvara Fasoi (GRE) | AB              |
| 154             | Maria Tobias (MEX)  | AB              |

| Massi Tactic MAT | Massi Tactic MAT                   | Massi Tactic MAT |
| ---------------- | ---------------------------------- | ---------------- |
| Num              | Coureuse                           | Pos              |
| 161              | Vita Heine (NOR)                   | AB               |
| 162              | Olivia Baril (CAN)                 | 26e              |
| 163              | Špela Kern (SLO)                   | AB               |
| 164              | Patricia Ortega Ruiz (ESP)         | AB               |
| 165              | Agua Marina Espínola (PAR) (route) | AB               |
| 166              | Emma Grant (GBR)                   | AB               |

| Río Miera-Cantabria Deporte RMC | Río Miera-Cantabria Deporte RMC | Río Miera-Cantabria Deporte RMC |
| ------------------------------- | ------------------------------- | ------------------------------- |
| Num                             | Coureuse                        | Pos                             |
| 171                             | Fie Østerby                     | AB                              |
| 172                             | Elisabet Escursell Valero (ESP) | AB                              |
| 173                             | Eva Anguela (ESP)               | AB                              |
| 174                             | Isabel Martin (ESP)             | AB                              |
| 175                             | Alba Leonardo (ESP)             | AB                              |
| 176                             | Paula Diaz (ESP)                | AB                              |

| Liv Racing LIV | Liv Racing LIV             | Liv Racing LIV |
| -------------- | -------------------------- | -------------- |
| Num            | Coureuse                   | Pos            |
| 181            | Sofia Bertizzolo (ITA)     | 22e            |
| 182            | Marta Jaskulska (POL)      | AB             |
| 184            | Soraya Paladin (ITA)       | 34e            |
| 185            | Pauliena Rooijakkers (NED) | 8e             |
| 186            | Sabrina Stultiens (NED)    | 24e            |

| Sopela Women's Team SWT | Sopela Women's Team SWT        | Sopela Women's Team SWT |
| ----------------------- | ------------------------------ | ----------------------- |
| Num                     | Coureuse                       | Pos                     |
| 191                     | Naia Amondarain Gazañaga (ESP) | AB                      |
| 192                     | Maria Banlles Santamaria (ESP) | AB                      |
| 193                     | Adriana San Roman (ESP)        | AB                      |
| 194                     | Emma Ortiz (ESP)               | AB                      |
| 195                     | Maria Gomez Ijalba (ESP)       | AB                      |
| 196                     | Carla Pruñonosa (ESP)          | AB                      |

| Centre mondial du cyclisme WCC | Centre mondial du cyclisme WCC | Centre mondial du cyclisme WCC |
| ------------------------------ | ------------------------------ | ------------------------------ |
| Num                            | Coureuse                       | Pos                            |
| 201                            | Nofar Maoz (ISR)               | AB                             |
| 202                            | Sara Cueto (ESP)               | AB                             |
| 203                            | Tereza Neumanová (CZE)         | AB                             |
| 204                            | Małgorzata Jasińska (POL)      | AB                             |
| 205                            | Luciana Roland (ARG)           | AB                             |
| 206                            | Nicole Hanselmann (SUI)        | AB                             |

| Rally Cycling RLW | Rally Cycling RLW             | Rally Cycling RLW |
| ----------------- | ----------------------------- | ----------------- |
| Num               | Coureuse                      | Pos               |
| 211               | Kristabel Doebel-Hickok (USA) | AB                |
| 212               | Sara Poidevin (CAN)           | AB                |
| 214               | Heidi Franz (USA)             | AB                |
| 215               | Katie Clouse (USA)            | AB                |

| Doltcini-Van Eyck-Proximus DVE | Doltcini-Van Eyck-Proximus DVE | Doltcini-Van Eyck-Proximus DVE |
| ------------------------------ | ------------------------------ | ------------------------------ |
| Num                            | Coureuse                       | Pos                            |
| 221                            | Olha Kulynych (UKR)            | AB                             |
| 222                            | Minke Bakker (NED)             | AB                             |
| 223                            | Nicole Steigenga (NED)         | AB                             |
| 225                            | Amber Aernouts (NED)           | AB                             |
| 226                            | Christina Schweinberger (AUT)  | AB                             |

| Farto-BTC FAR | Farto-BTC FAR                 | Farto-BTC FAR |
| ------------- | ----------------------------- | ------------- |
| Num           | Coureuse                      | Pos           |
| 231           | Sara Bonillo Talens (ESP)     | AB            |
| 232           | Maria Del Pilar Jimenez (ESP) | AB            |
| 233           | Melissa Maia (POR) (route)    | AB            |
| 234           | Liliana Jesus (POR)           | AB            |
| 235           | Diana Pedrosa (POR)           | AB            |
| 236           | Cristina Pujol (ESP)          | AB            |

| Stade Rochelais Charente-Maritime CMW | Stade Rochelais Charente-Maritime CMW | Stade Rochelais Charente-Maritime CMW |
| ------------------------------------- | ------------------------------------- | ------------------------------------- |
| Num                                   | Coureuse                              | Pos                                   |
| 241                                   | Annabel Fisher (GBR)                  | AB                                    |
| 242                                   | Manon Souyris (FRA)                   | AB                                    |
| 243                                   | Séverine Eraud (FRA)                  | AB                                    |
| 244                                   | India Grangier (FRA)                  | AB                                    |
| 245                                   | Noémie Abgrall (FRA)                  | AB                                    |
| 246                                   | Maëva Squiban (FRA)                   | AB                                    |

| Cogeas-Mettler-Look Pro Cycling Team CGS | Cogeas-Mettler-Look Pro Cycling Team CGS | Cogeas-Mettler-Look Pro Cycling Team CGS |
| ---------------------------------------- | ---------------------------------------- | ---------------------------------------- |
| Num                                      | Coureuse                                 | Pos                                      |
| 251                                      | Aigul Gareeva (RUS)                      | AB                                       |
| 252                                      | Tamara Dronova (RUS)                     | AB                                       |
| 254                                      | Gulnaz Khatuntseva (RUS)                 | AB                                       |
| 255                                      | Olga Zabelinskaïa (UZB)                  | 30e                                      |
| 256                                      | Petra Stiasny (SUI)                      | AB                                       |

| Instafund Racing ILP | Instafund Racing ILP      | Instafund Racing ILP |
| -------------------- | ------------------------- | -------------------- |
| Num                  | Coureuse                  | Pos                  |
| 261                  | Rotem Gafinovitz (ISR)    | AB                   |
| 262                  | Vera Looser (NAM) (route) | AB                   |
| 263                  | Caroline Baur (SUI)       | AB                   |
| 264                  | Gillian Ellsay (CAN)      | AB                   |
| 265                  | Rachel Langdon (GBR)      | AB                   |
| 266                  | Isabella Bertold (CAN)    | AB                   |

| Vipeq ___ | Vipeq ___               | Vipeq ___ |
| --------- | ----------------------- | --------- |
| Num       | Coureuse                | Pos       |
| 271       | Ana Gago (ESP)          | AB        |
| 272       | Camila Ayala (ARG)      | AB        |
| 273       | Carlota Perurena (ESP)  | AB        |
| 274       | Mariela Farabello (ESP) | AB        |
| 275       | Muskilda Olortiz (ESP)  | AB        |
| 276       | Cynthia Martinez (ESP)  | AB        |

| Lviv Cycling Team LCW | Lviv Cycling Team LCW   | Lviv Cycling Team LCW |
| --------------------- | ----------------------- | --------------------- |
| Num                   | Coureuse                | Pos                   |
| 281                   | Hanna Solovey (UKR)     | AB                    |
| 282                   | Bronwyn Macgregor (NZL) | AB                    |
| 283                   | Naomi de Roeck (BEL)    | AB                    |
| 284                   | Margarita Lopez (ESP)   | AB                    |
| 286                   | Sofiia Shevchenko (UKR) | AB                    |